# Авенал
Авенал (от испански на английски: Avenal) е град в окръг Кингс, щата Калифорния, САЩ. Авенал е с население от 12 440 жители (по приблизителна оценка за 2017 г.) и обща площ от 49,5 km². Намира се на 246 m надморска височина. ЗИП кодовете му са 93204, а телефонният му код е 559.